# Колониці
Колони́ці (пол. Kłonice) — село в Україні, у Яворівському районі Львівської області. Населення становить 263 осіб. Орган місцевого самоврядування — Яворівська міська рада.

## Історія
В селі існував василіанський монастир, про який проте залишилося мало відомостей. Крім монастиря існувала також церква Святої Ганни, збудована близько 1745 року разом із зарплатою самостійної парафії через Розвадовського, галицького каштеляна, тодішнього власника Грушева. Згідно з Людовиком Дзюдзідським, ця святиня, як філія церкви в Грушеві, функціонувала ще в половині XIX століття. Напевно однак припинила існувати значно раніше.
20 червня 2016 року Високопреосвященний Яків, архієпископ Дрогобицький і Самбірський, освятив у Колониці нових Храм.

## Відомі уродженці
- Миклуш Степан Іванович (1957) — академік Лісівничої академії наук України, декан лісогосподарського факультету Національного лісотехнічного університету України, професор кафедри лісової таксації та лісовпорядкування, доктор сільськогосподарських наук.